# Selene (cràter)
Lolita és un cràter de l'asteroide del tipus Amor (433) Eros, situat amb el sistema de coordenades planetocèntriques a -14.2 ° de latitud nord i 12.5 ° de longitud est. Fa un diàmetre de 3.6 km. El nom va ser fet oficial per la UAI l'any 2003 i fa referència a Selene, deessa de la Lluna en la mitologia grega, amant d'Endimió.